# Kefersteinia heideri
Kefersteinia heideri är en orkidéart som beskrevs av Tilman Neudecker. Kefersteinia heideri ingår i släktet Kefersteinia och familjen orkidéer. Inga underarter finns listade i Catalogue of Life.